# Casamento de Manuel II de Portugal e Augusta Vitória de Hohenzollern-Sigmaringen
O casamento de D. Manuel II de Portugal, último Rei de Portugal, e Augusta Vitória de Hohenzollern-Sigmaringen teve lugar em 4 de setembro de 1913 no Castelo de Sigmaringen, na Prússia.

## Os noivos
D. Manuel II era filho do rei D. Carlos I de Portugal e da princesa Amélia de Orleães. D. Manuel II foi o último Rei de Portugal, e depois da abolição da monarquia portuguesa foi para o exílio em Londres.
Por seu turno, Augusta Vitória de Hohenzollern-Sigmaringen era filha do príncipe Guilherme de Hohenzollern-Sigmaringen e da princesa Maria Teresa de Bourbon-Duas Sicílias.

## Cerimónia religiosa
Em 4 de setembro de 1913, D. Manuel II casou-se com D. Augusta Vitória, princesa de Hohenzollern-Sigmaringen (1890-1966), sua prima (por ser neta da infanta Antónia de Bragança), e filha do príncipe Guilherme de Hohenzollern-Sigmaringen. Durante a missa na manhã do enlace, que teve lugar na capela do Castelo de Sigmaringen, Manuel assistiu de pé, ostentando a Ordem da Jarreteira e o Grande cordão da Banda das Três Ordens, sobre um caixote cheio de terra portuguesa.
A cerimónia foi presidida por José Sebastião de Almeida Neto, cardeal-patriarca de Lisboa, à altura exilado em Sevilha, e que já havia baptizado D. Manuel, e assistiram: o herdeiro do trono britânico, Eduardo, príncipe de Gales, bem como representantes das casas reinantes ou reais da Espanha, Alemanha, Itália, França, Roménia e de vários principados e reinos alemães próximos.

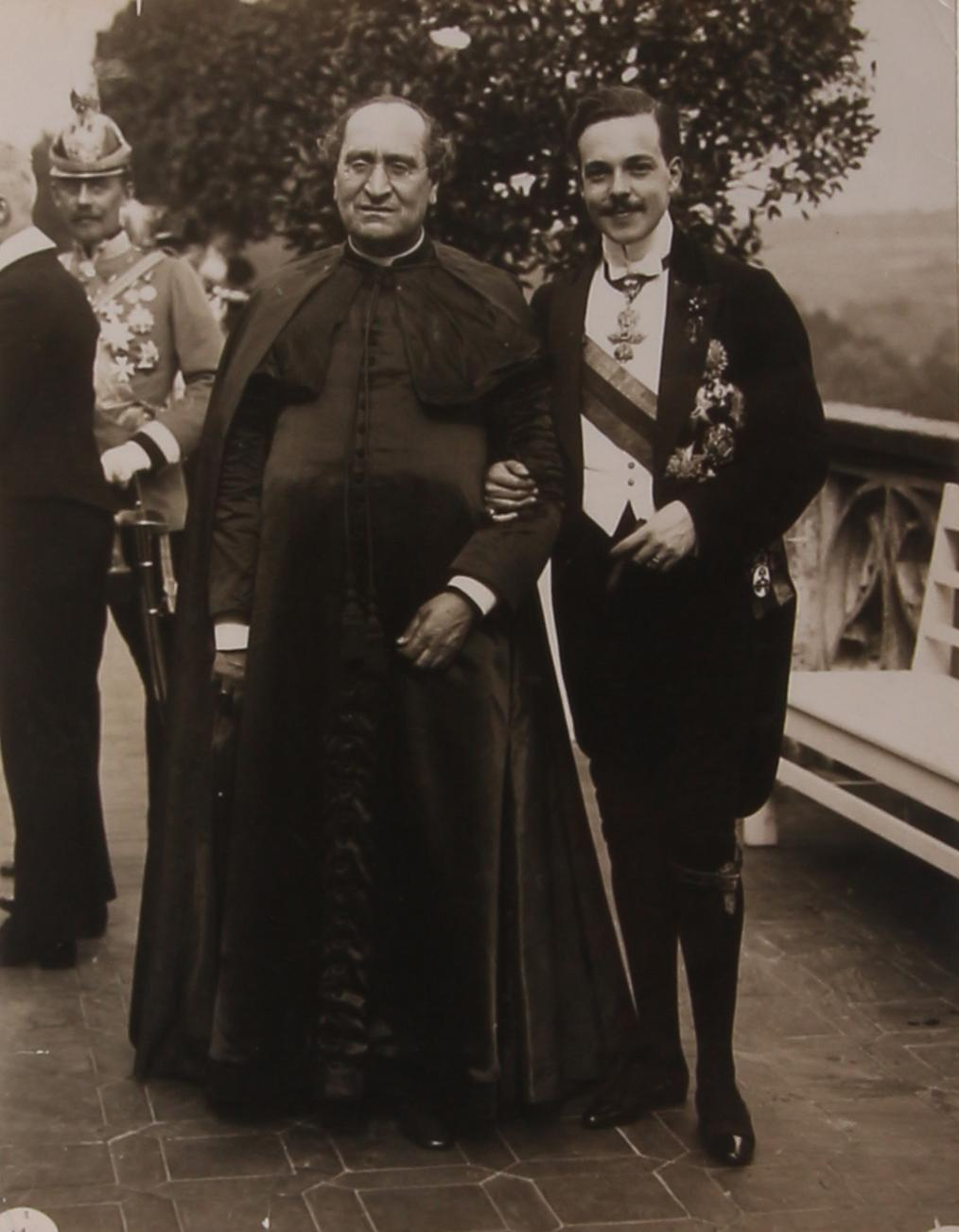
D. Manuel e o Cardeal Neto

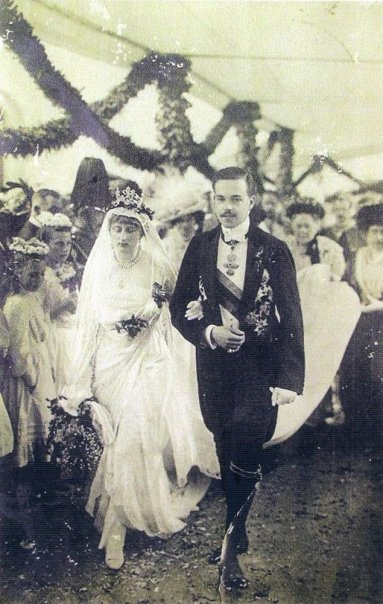
Os noivos, D. Manuel e D. Augusta Vitória

Em Lisboa, os monárquicos fazem uma subscrição, cujo responsável é Monteiro Milhões, para a compra de um presente de casamento.
O casamento, uma união calma e serena, durou até à morte súbita do rei, mas não teve descendência, fonte de grande descontentamento para os monárquicos portugueses.

## Lista de convidados

#### Família do noivo
- D. Amélia, Rainha Viúva de Portugal e Algarves (mãe do noivo)
- D. Afonso, Duque do Porto (tio paterno do noivo)
- Maria Isabel, Condessa Viúva de Paris (avó materna do noivo)
  - Luís Filipe, Duque de Orléans e Maria Doroteia, Duquesa de Orléans (tios maternos do noivo)
  - Helena, Duquesa de Aosta e Emanuel Filiberto, Duque de Aosta (tios maternos do noivo)
    - Amadeo, Duque de Apulia
    - Aimone, Duque de Espoleto

  - Isabel, Duquesa de Guise e João, Duque de Guise (tios maternos do noivo)
    - Isabel de Orleães
    - Francisca de Orleães
    - Ana de Orleães
    - Henrique de Orleães

  - Luísa de Bourbon-Duas Sicílias e Carlos de Bourbon-Duas Sicílias (tios maternos do noivo)
    - Carlos de Bourbon-Duas Sicílias
    - Maria das Dores de Bourbon-Duas Sicílias
    - Maria das Mercedes de Bourbon-Duas Sicílias

  - Fernando, Duque de Montpensier (tio materno do noivo)
- Francisca, Duquesa Viúva de Chartres (viúva do tio-avô materno do noivo)
  - Valdemar da Dinamarca (viúvo da prima de segundo grau do noivo)
    - Aage da Dinamarca
    - Axel da Dinamarca
    - Érico da Dinamarca
    - Vigo da Dinamarca
    - Margarida da Dinamarca

  - Margarida, Duquesa de Magenta e Mário-Armando de MacMahon, 2.º Duque de Magenta
    - Conde Maurício João de MacMahon
- António, Duque da Galliera e Eulália, Duquesa da Galliera (tios-avós maternos do noivo)
  - Afonso de Orleães e Beatriz de Orleães
  - Luis Fernando de Orleães

#### Família da noiva
- Guilherme, Príncipe de Hohenzollern (pai da noiva)
  - Frederico, Príncipe Hereditário de Hohenzollern (irmão da noiva)
  - Francisco José de Hohenzollern (irmão da noiva)
- D. Antónia, Princesa Viúva de Hohenzollern (avó paterna da noiva)
  - Fernando, Príncipe Hereditário da Romênia e Maria, Princesa Hereditária da Romênia (tios paternos da noiva)
    - Carlos da Romênia
    - Isabel da Romênia
    - Maria da Romênia
    - Nicolau da Romênia

  - Carlos Antônio de Hohenzollern e Josefina Carolina de Hohenzollern (tios paternos da noiva)
    - Stéphanie de Hohenzollern
    - Maria Antonieta de Hohenzollern
    - Alberto de Hohenzollern
    - Henriqueta de Hohenzollern
- Carlos I e Isabel da Romênia (tios-avós paternos da noiva)
- Henriqueta, Duquesa de Vendôme e Emanuel, Duque de Vendôme (primos paternos da noiva)
  - Maria Luisa de Orleães
  - Sofia de Orleães
  - Genoveva de Orleães
  - Carlos Felipe, Duque de Nemours
- Alberto I e Isabel da Bélgica (primos paternos da noiva)
  - Leopoldo, Duque de Brabante
  - Carlos, Conde de Flandres
  - Maria José da Bélgica
- Matilde Ludovica, Condessa Viúva de Trani (avó materna da noiva)
- Maria Sofia, Rainha Viúva das Duas Sicílias (viúva do tio-avô materno da noiva)
- Afonso, Conde de Caserta e Maria Antonieta, Condessa de Caserta (tios-avós maternos da noiva)
  - Fernando Pio, Duque de Calábria e Maria Luisa, Duquesa de Calábria
  - Maria Imaculada da Saxônia e João Jorge da Saxônia
  - D. Maria Pia de Orleães e Bragança e D. Luís de Orleães e Bragança
- Isabel, Condessa Viúva de Girgenti (viúva do tio-avô materno da noiva)

#### Famílias reais
Reino Unido:
- Eduardo, Príncipe de Gales

Dinamarca:
- Cristiano X da Dinamarca

Espanha:
- Afonso XIII de Espanha